# Sources Chrétiennes

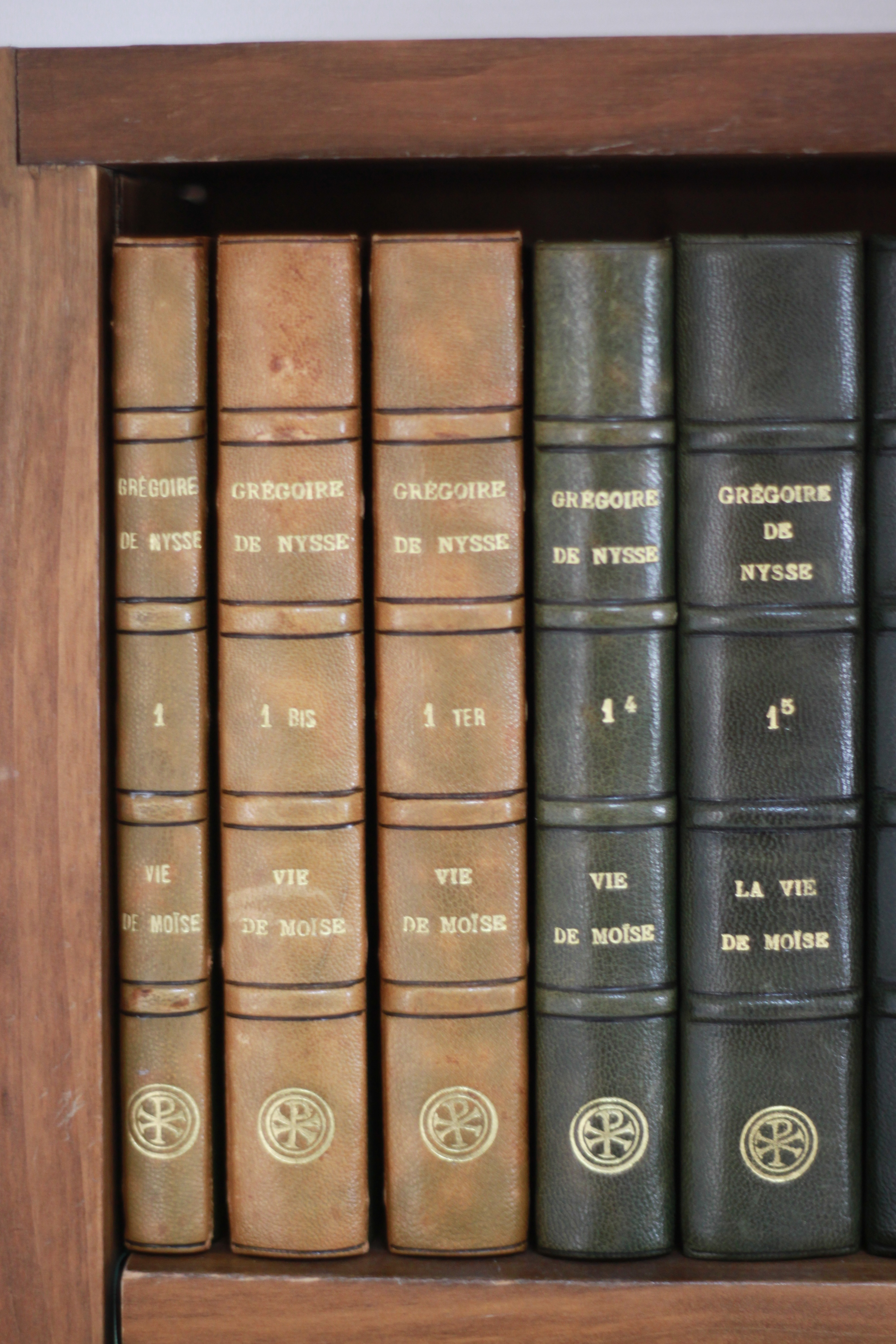
Die ersten Werkausgaben der Sources Chrétiennes

Die Sources Chrétiennes („Christliche Quellen“), im Allgemeinen abgekürzt mit SC, sind eine Sammlung von Texten der Kirchenväter und erscheinen seit 1943 in Frankreich bei den Editions du Cerf. Das Ziel der Schriftenreihe ist, die Werke christlicher Autoren der Spätantike und des frühen Mittelalters zugänglich zu machen und so zu einer Theologie des Ressourcement, einer Hinwendung zu den Quellen des christlichen Glaubens, beizutragen. Dazu bieten die Sources Chrétiennes eine nach heutigen Maßstäben kritische Ausgabe der patristischen Texte, jeweils mit dem meist griechischen bzw. lateinischen Original, mit einer französischen Übersetzung und einem umfassenden kritischen Apparat sowie entsprechenden Einführungen zu den Werken, zu ihrem Autor und zum geistesgeschichtlichen Hintergrund.
Bereits in den 1930er-Jahren reifte im Scholastikat, im Studienhaus der Jesuiten, von Fourvière in Lyon die Idee heran, im größeren Umfang die Schriften der Kirchenväter herauszugeben. Von Anfang an ging es darum, ein breiteres Lesepublikum mit den geistlichen Quellen der frühen Kirche vertraut zu machen. Zunehmend gewann jedoch das Anliegen an Bedeutung, durch eine kritische Ausgabe des Originaltexts der Wissenschaft eine zuverlässige Grundlage zu geben.
Auf Anregung von P. Victor Fontoynont SJ nahm das Projekt ab 1932 konkrete Formen an. Kurz vor Beginn des Krieges lagen bereits die ersten Manuskripte vor, doch 1938 erteilte der höchste Obere des Jesuitenordens in Rom dem Vorhaben eine einstweilige Absage. Infolge der durch den Krieg erschwerten Kommunikation entschieden die Oberen vor Ort, an den Vorbereitungen festzuhalten.
1941 bildete sich das Herausgebergremium: Die Leitung der Reihe übernahmen P. Henri de Lubac SJ in Lyon und P. Jean Daniélou SJ in Paris. Diese Doppelspitze entsprach nicht zuletzt der politischen Situation Frankreichs, das während des Krieges in eine von den Deutschen besetzte Zone im Norden und Vichy-Frankreich im Süden geteilt war. Als Verlag wurden die Editions du Cerf unter Leitung von P. Thomas Georges Chifflot OP ausgewählt. Anfang 1943 erschien der erste Band mit dem Leben des Moses (Contemplation sur la vie de Moïse) von Gregor von Nyssa. Aufgrund des Papiermangels erschien dieser Band, wie die folgenden sechs Bände, in der Erstausgabe als reine Übersetzung ohne den griechischen Originaltext. Der Beginn der Schriftenreihe wurde allgemein mit Begeisterung aufgenommen und erhielt vielfältige Unterstützung, unter anderem von Henri-Irénée Marrou, Professor an der Sorbonne-Universität von Paris. Im Jahr 1944 wurde P. Claude Mondésert SJ zum Sekretär der Sources Chrétiennes berufen und stellte sie auf eine solide finanzielle Grundlage. Neben Sponsorengeldern erreichte er zu Beginn der 1950er-Jahre auch eine Förderung durch das Centre National de la Recherche Scientifique, und 1956 gründete sich ein Förderverein, die Association des Amis de Sources Chrétiennes.
Im Allgemeinen zeichnete sich in diesen Jahren ab, dass die Schriftenreihe deutlich an Theologen, Historiker und Studierende, weniger an ein breit gefächertes Lesepublikum gerichtet ist. Der besondere Akzent liegt auf den Werken der griechischen Väter, womit die Herausgeber und andere Wissenschaftler jener Jahre die starke Festlegung der römischen Theologie auf Augustinus und Thomas von Aquin aufzubrechen versuchen. Die Wiederentdeckung der östlichen Väter soll darüber hinaus helfen, der westlichen Theologie den so genannten geistigen Schriftsinn nahezubringen, und insgesamt eine bessere Kenntnis der Quellen orthodoxer Theologie ermöglichen. So erschien erst mit Band neunzehn das Werk eines lateinischen Kirchenvaters innerhalb der Reihe. Aufsehen erregte im Jahr 1957 die Veröffentlichung der acht Taufkatechesen von Johannes Chrysostomos, eines Textes, dessen Manuskript erst zwei Jahre zuvor auf dem Berg Athos entdeckt worden war.
Im Rahmen der theologischen Fakultät von Lyon wurde das Sekretariat der Schriftenreihe im Jahr 1969 zum Institut des Sources Chrétiennes. 1984 übergab P. Claude Mondésert SJ, der seit 1960 Direktor der Sources Chrétiennes war, deren Leitung an P. Dominique Bertrand SJ. Im Laufe der Jahrzehnte arbeiteten zahlreiche Wissenschaftler, darunter Dominikaner, Jesuiten und Mitglieder anderer Orden, an der Herausgabe der Schriften. Der Großteil der Mitarbeiter ist heute beim Centre National de la Recherche Scientifique angestellt, das die Arbeit des Instituts ermöglicht.

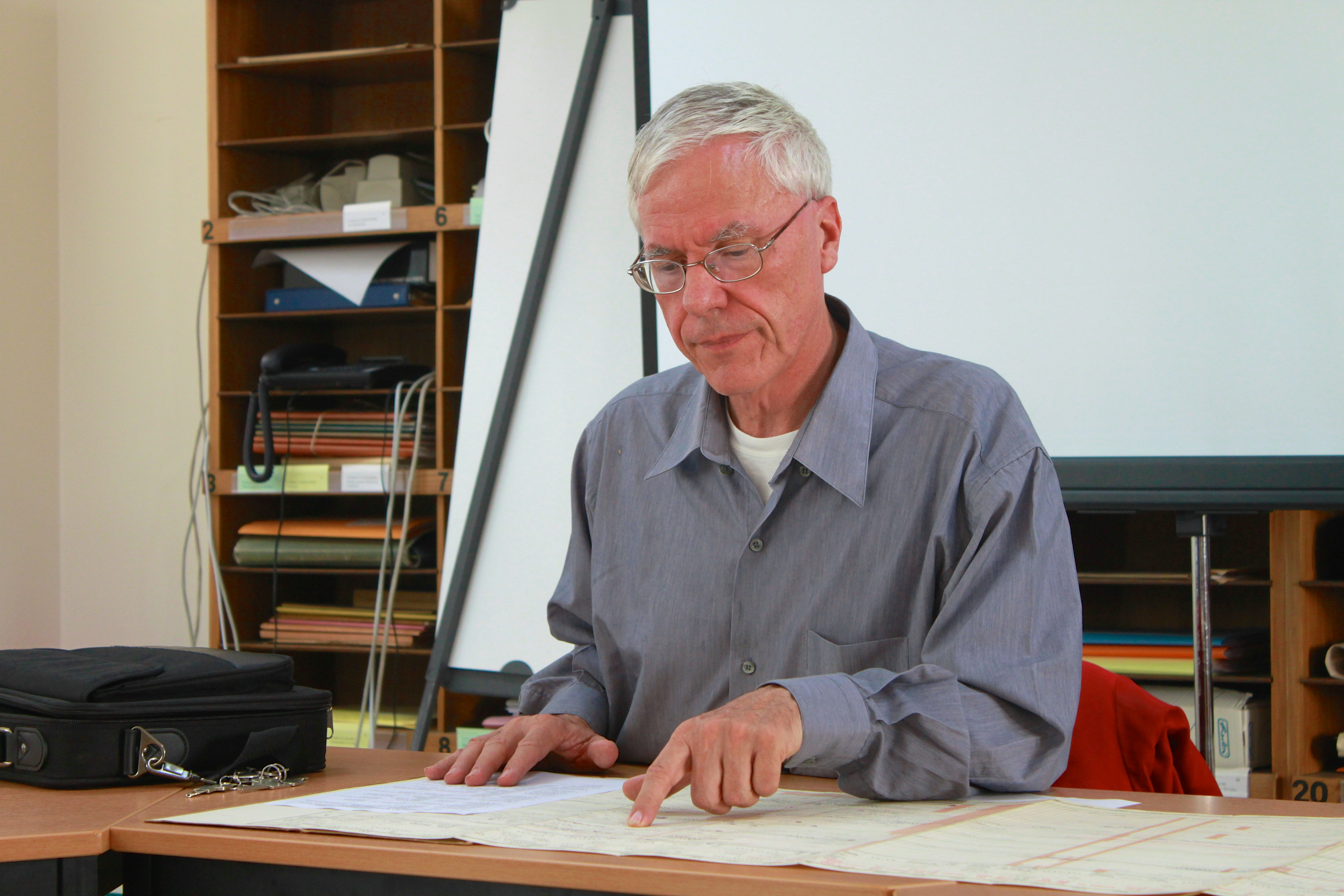
Dominique Gonnet SJ im Institut Sources Chrétiennes

 Aktueller Direktor ist seit 2007 Bertrand Meunier.
Von den mittlerweile 548 erschienenen Bänden (Stand August 2012) befasst sich knapp die Hälfte (49 %) mit den griechischen und ca. ein Drittel mit den lateinischen Vätern (33,8 %). Siebzig Bände bieten Übersetzungen mittelalterlicher Autoren, dreizehn Bände betreffen syrisch-aramäische Texte, zehn die antike jüdische Literatur. Die in der Sammlung am stärksten vertretenen Autoren sind Origenes, Johannes Chrysostomos, Tertullian, Bernhard von Clairvaux und Philo von Alexandria – dieser ist kein Kirchenvater, sondern ein Philosoph des Frühjudentums. Augustinus ist in der Sammlung nur mit zwei Werken zu finden, da seine Schriften bereits in einer anderen Reihe, in der Bibliothèque Augustinienne, herausgegeben werden. Das Institut des Sources Chrétiennes in Lyon veröffentlicht jährlich etwa acht neue Bände.